# 扬·埃德布姆
扬·埃德布姆（瑞典語：Jan Edbom，1957年6月24日—），瑞典男子残疾人冰球、轮椅篮球运动员。他曾代表瑞典参加1994年、1998年、2006年和2010年冬季残疾人奥林匹克运动会冰球比赛、1988年和1992年夏季残疾人奥林匹克运动会轮椅篮球比赛，获得一枚金牌和一枚铜牌。